# Hemşin
Hemşin là một huyện thuộc tỉnh Rize, Thổ Nhĩ Kỳ. Huyện có diện tích 176 km² và dân số thời điểm năm 2007 là 2342 người, mật độ 13 người/km².